# Hugo Mac Dougall
Hugo Mac Dougall, cuyo nombre real era Hugo Mascías fue un escritor, periodista y guionista de cine que nació el 9 de diciembre de 1901 en Buenos Aires, Argentina y falleció en la misma ciudad el 15 de mayo de 1976. Su abuelo fue Hugh Mac Dougall, un escocés que emigró a Argentina y que al fallecer el 28 de mayo de 1884 en Gualeguay, (provincia de Entre Ríos), era propietario de varias estancias; una de sus hijas fue Margarita Mac Dougall que se casó con José María Mascías, nacido en Reus, Tarragona, España el 17 de abril de 1864 y de este matrimonio nació Hugo Mascías MacDougall.
Fue subdirector del diario La Capital, de la ciudad de Rosario y director del suplemento literario y estuvo casado con Nora Lagos, directora de dicho diario, con quien tuvo dos hijas. Entre sus obras se cuentan Batallas del cine argentino (1952), Heroínas de Mayo y Los fantasmas del viento además de una interesante semblanza de José Hernández. Fue miembro fundador y, más adelante, vicepresidente de la Academia de Artes y Ciencias Cinematográficas de la Argentina. Escribió varios guiones cinematográficos, entre ellos los de las películas El cura gaucho, Tres hombres del río, Malambo por el que recibió el Premio Cóndor de Plata al mejor guion, El tambor de Tacuarí y Nobleza gaucha. 
Falleció el 15 de mayo de 1976 en Buenos Aires. 

## Filmografía
Guionista
- Interpol llamando a Río (1962)
- Favela (1961)
- Caballito criollo (1953)
- El tambor de Tacuarí (1948)
- Juan Moreira (1948)
- Viaje sin regreso (1946)
- Lauracha (1946)
- Los tres mosqueteros (1946)
- Villa Rica del Espíritu Santo (1945)
- El fin de la noche (1944)
- Tres hombres del río (1943)
- Malambo (1942)
- Ceniza al viento (1942)
- El cura gaucho (1941)
- Confesión (1940)
- Huella (1940)
- Nobleza gaucha (1937)
- Santos Vega (1936)

Asesoría de vestuario
- Pampa salvaje (1966)